# Čekání na tramvaj
Čekání na tramvaj je recesistická akce, happening, pořádaný na Husově náměstí v Berouně od roku 2011. Je inspirována pohlednicí Beroun v budoucnosti od firmy Lederer a Popper z Prahy.

## O happeningu

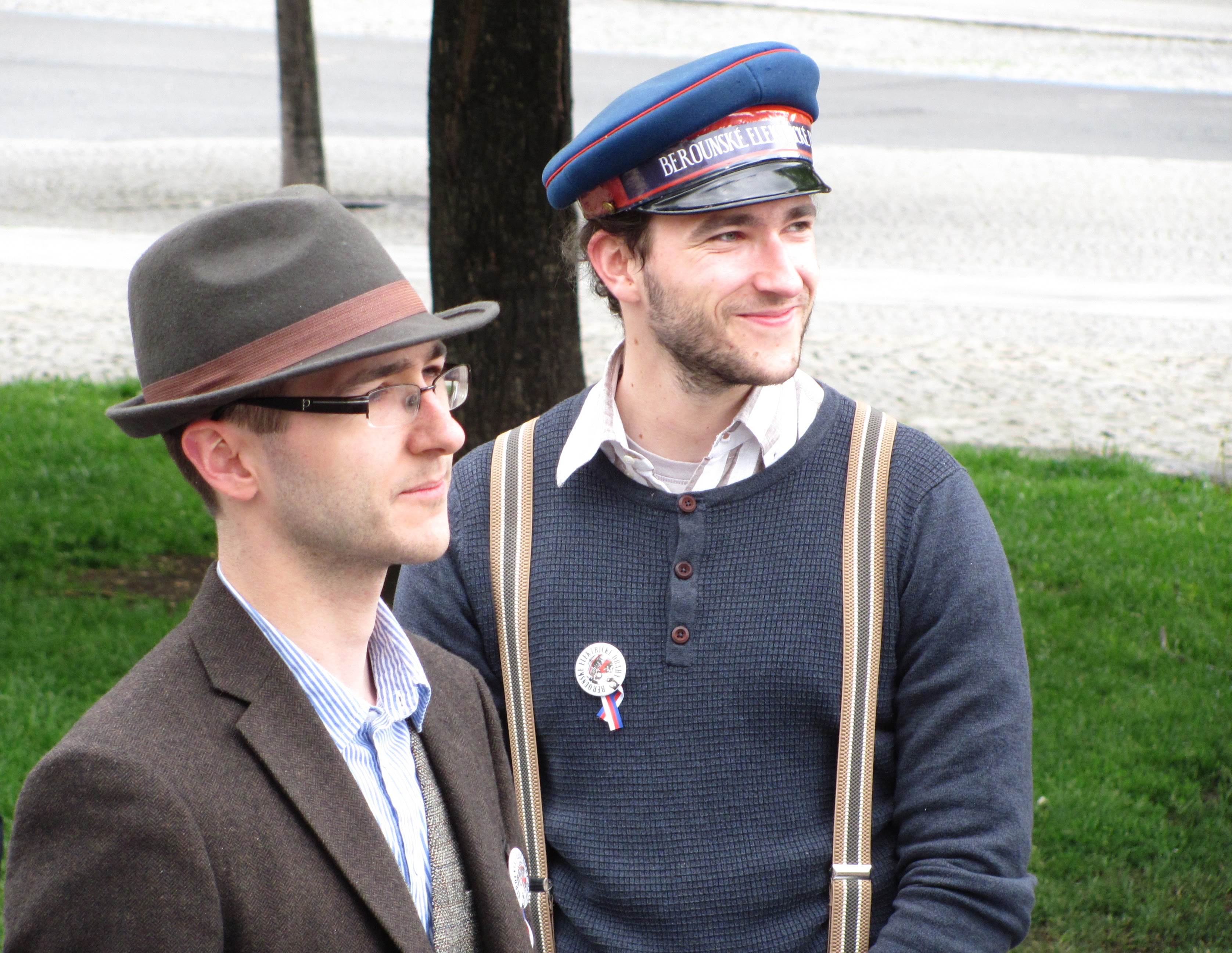
Patrik Pařízek již happeningy pořádá od roku 2011

Na Husově náměstí již pravidelně vždy v pátek před jarními hrnčířskými trhy utváří skupina recesistů „živý obraz“, který znázorňuje čekání na opožděnou tramvaj. Cestující a další zájemci přicházejí ve starém oblečení ve stylu první republiky. S různými rekvizitami absolvují putování po náměstí, kde se vyptávají náhodných kolemjdoucích: „Odkud pojede ta tramvaj?“ „Nevíte, kde je zastávka tramvaje?“ apod.  Na zastávce poblíž muzea čeká i dobový průvodčí, který rozdává jízdenky nebo pohlednice. Účastníci rovněž získají placku Berounské elektrické dráhy. Akce byla zpočátku organizována individuálně Patrikem Pařízkem, od roku 2012 je pořadatelem Muzeum Českého krasu. V roce 2020 se na přípravě podílelo Národní technické muzeum a o rok později Muzeum městské hromadné dopravy v Praze. Roku 2022 se setkání účastnila skutečná řidička tramvaje a průvodčí z Vozovny Střešovice.

## Historie happeningu
- 1904 – V roce 2024 se podařilo odhalit totožnost osob z datované pohlednice Beroun v budoucnosti. Můžeme tedy s jistotou říci, že prvními účastníky recese byla Gertruda Rosa Vegroth (Markusová), její manžel Rudolf Popper a jeho spolupracovník Josef Lederer. Totožnost dalších, tj. průvodčího a prodavačů novin se zatím upřesnit nepodařilo.[2]
- 2011 – Poprvé se sešlo zhruba třicet dobově oblečených cestujících. Na náměstí čekali marně, a to i přesto, že tu byla položena kolej. Slavnostní akt provázelo její odhalení a každý si mohl na kolej poklepat kladívkem. Průvodčí štípal jízdenky a všechny přesvědčoval, že tramvaj na Plzeň opravdu pojede. Nicméně nepřijela.[3]
- 2012 – Setkání se zúčastnily spolu s dospělými i děti ze školní družiny, které donesly vlastnoručně vyrobenou maketu tramvaje. Kostýmovaných účastníků bylo kolem 40.[4]

- 2013
- 2014 – Děti ze školní družiny Beroun-Závodí si donesly vlastní maketu tramvaje, s kterou vozily na požádání zájemce po náměstí.[5]
- 2015 – Náměstí zaplnilo 70 účastníků s dobovými šperky, hodinkami nebo i starými penězi, které směňovali s průvodčím za jízdenky. Zastávku rozezvučel starý gramofon a někteří využili čas čekání a dali se do tance.[6] Velký úspěch akce rozhodl o jejím budoucím pokračování i v následujících letech.[7]
- 2016 – Opět společně s dětmi ze školní družiny, akci obohatily i vlastními stojany pro zastávky, kudy tramvaj pojede. Zpestřením byl velký jarmareční flašinet z Holandska.[8][9]
- 2017 – Jeden ze silnějších ročníků. Přijel cyklista na „kostitřasu“, rozčepýřený houslista nebo dvě maminky s historickými kočárky a samozřejmě autenticky oblečenými dětmi. Ve 14:00 se počet čekajících rozrostl o další. Přibyli lidé v historických uniformách, oblecích a objevil se i průvodčí. Všichni spořádaně čekali, až se objeví jejich vysněná tramvaj. Přesnou časomírou byl velký mechanický budík. Minuty na něm nemilosrdně ubíhaly a všichni začínali být nervózní. V tomto roce byla k jízdence poprvé ještě pamětní placka „Berounské elektrické dráhy“. Přišlo se podívat i mnoho rodičů s dětmi.[10]
- 2018 – Berounské náměstí rozezvučel moderní flašinet s činely z dílny Roháč a Juráň doprovázený pejskem Tomíčkem.
- 2019 – Setkání bylo v tomto roce obohaceno o vystoupení s flašinetem, na který král Patrik Pařízek. Opět byly připraveny pamětní placky a bylo možné pořídit reprint dobové pohlednice Václava Anthonyho Beroun v budoucnosti.[11][12]
- 2020 – Celkem 40 zájemců se zúčastnilo z pohodlí domovů prostřednictvím živého přenosu (YouTube)[13] a chatu. Pořadatel zrekapituloval minulé ročníky a jako zpestření představil hrací strojek Gustava Řebíčka z Prahy z roku 1830.[14]
- 2021 – Setkání se opět konalo virtuálně. V tomto roce se poprvé podařilo z Prahy vyjet skutečnou tramvají. K velkému zklamání všech cestujících však vozidlo kvůli chybějící metrové kolejnici do Berouna nedorazilo. K živému přenosu na (YouTube)[15] se připojilo 106 sledujících.
- 2022 – Po dvouleté odmlce se 52 recesistů opět sešlo naživo na berounském náměstí. Tento rok společně s řidičkou tramvaje a průvodčím Muzea městské hromadné dopravy v Praze očekávali příjezd tramvaje. Kvůli nabranému zpoždění se však musela před příjezdem vrátit zpět, aby dodržela pražský jízdní řád. Některé ze skutečností byly osvětleny při následující tiskové konferenci v Muzeu Českého krasu.[16][17]
- 2023 – Příležitosti zapojit se do happeningu využilo 92 návštěvníků. Poblíž kašny na Husově náměstí v tomto roce vyhrával flašinet, zapojil se harmonikář se staropražskými šlágry a nechyběla ani známá řidička tramvají Karolína Hubková. V rohu náměstí se nakupilo množství zavazadel, která dokonce okukovala koza jednoho z účastníků. Doma naopak zůstaly historické kočárky protože děti už vyrostly. Po happeningu se cestující přesunuli do Muzea Českého krasu, aby shlédli výstavu modelů tramvají Josefa Hubky Po kolejích z Bubudorfu, kde byl i slavnostně představen model berounské tramvaje.[18][19][20]
- 2024 – Na berounském náměstí se od 14 hodin shluklo 72 účastníků v historických i stylizovaných kostýmech. Program zvukově doprovodil píšťalový flašinet a harmonikový jazýčkový stroj na plechová mezikruží. V několika promluvách k cestujícím byla představena historie happeningu a výzkum kolem historické pohlednice Beroun v budoucnosti. Ten osvětlil nejen souvislosti kolem jejího vydavatele knihkupce Václava Antonyho, ale také odhalil totožnost vyobrazených osob (dvojice fotografů, čekající dámy v klobouku a dvou prodavačů novin).[2] Po neúspěčném čekání oslavili účastníci 1. narozeniny Josefa Hubky, nejmladšího cestujícího, narozeného 9. 5. 2023, hned druhý den po happeningu. Zahájena byla rovněž doprovodná výstava Choť továrníka celebritou! (o uměleckém ústavu koloritním Lederer a Popper z Prahy) a opět byl vystaven originál pohlednice ze soukromé sbírky a model tramvaje od Josefa Hubky. Závěr programu patřil besedě se sběratelkou pohlednic Ilonou Voráčkovou.[21][22]
- 2025 – Celá recese začala již v Praze, když se 20 účastníků sešlo již na hlavním nádraží. Pokračovali do Berouna. Překvapením byla i vlaková průvodčí v retro oblečení. Na náměstí se sešlo celkem 78 kostýmovaných účastníků, dokonce s kočkou ve stylovém přepravním košíku. Kromě průvodu po náměstí, projevu pořadatelů, Patrika Pařízka a Karolíny Hubkové, nechyběla ještě oslava 2. narozenin Josefa Hubky. Překvapením byl křest speciálního vydání novin Berounský Revisor. Novinkou byla v závěru rozcvička a běh kolem kašny, kvůli možnému dobíhání tramvaje, ta však letos opět nepřijela. Z amplionu na náměstí byl pouze ohlášeno: "z důvodu ztráty lopatky na uhlí." Závěr patřil besedě v muzeu a distribuci pamětních odznaků.

## Happening v době lockdownu
V letech 2020 a 2021 měla akce kvůli vládním nařízením virtuální podobu. Zájemci se mohli 8. 5. od 14:00 připojit k živému chatu a videohovoru s živými vstupy. Někteří si neodpustili ani tradiční oblečení.
Rok 2021 byl obohacený živými vstupy a rozhovory. Před kamerou se objevila známá tramvajačka Karolína Hubková, která představila historickou tramvaj, s níž bylo plánováno do Berouna dojet. Připraven byl živý vstup s projektantem tramvajové trati Praha – Beroun a reportérem na berounském náměstí. Na přípravě happeningu se nově podílelo Muzeum městské hromadné dopravy v Praze.

## Futuristické pohlednice

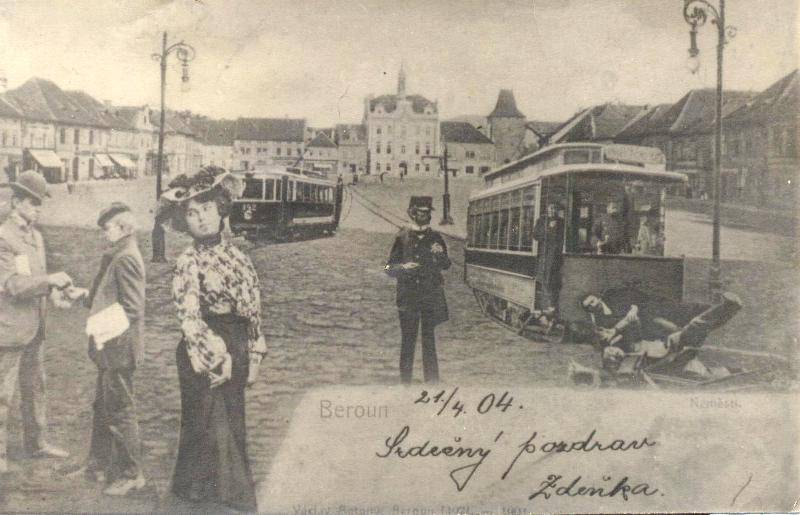
Beroun v budoucnosti - původní pohlednice, jež inspirovala k happeningu

Akce je inspirována jednou pohlednicí ze série Beroun v budoucnosti. Pohledy jsou známé celkem tři. Jeden zobrazuje tramvajovou dopravu na berounském náměstí, na druhém brázdí řeku Berounku parníky a třetí ukazuje, jak se nad vrchem Děd křižují vzducholodě. V berounském muzeu je uložena i fotografie, na které je vidět právě pohled s tramvajemi. Od původního pohledu se liší tím, že není nadepsán textem Beroun v budoucnosti.
Tyto pohlednice patří z tvorby zlatého času pohlednic, tj. z počátku 20. století, určitě k nejzajímavějším, které byly na přelomu století vydávány. Některé málo viděné kusy dosahují na filokartistických aukcích vysokých částek.
Budoucnost na pohlednicích se nejvíce objevovala v prvních deseti až patnácti letech 20. století, tedy v době nadšení z nových převratných vynálezů. Pro filokartisty je nástup nového století zlomovým též ve změně řešení rubové strany pohlednice. Během relativně krátkého času vystřídalo tzv. dlouhou adresu, roztaženou po celé ploše zadní strany, racionální rozdělení na část určenou pro adresu a část vymezenou pro sdělení odesílatele. Je tomu tak dodnes. Nicméně, nejspíš ze setrvačnosti, je u některých futurologických pohlednic zachováno volné místo pro řádky i na obrazové líci. Také technika tisku se změnila. Zatímco v 80. a 90. letech 19. století dominovala tisku pohlednic litografie – grafická technika uměleckého rázu, pro začátek 20. století a následující roky je charakteristické hojné užívání světlotisku. Jde o technologii, již jsou pohlednice s futurologickými vizemi tištěny nejčastěji.
Futurologických motivů na pohlednicích bylo však mnohem více. Kromě zmíněné tramvají v ulicích či na náměstí to byly např. lanovky, jízda nad hlavami chodců, motocykl v ulicích, šlapací kolo, volný let balonem, vzducholodě nebo parník.

## Berounské "meme"
Po několika letech ve městě zdomácnělo několik úsloví (memes). Především "jít na tramvaj" nebo "čekat na tramvaj" ve významu vyhýbavé odpovědi. Taktéž se vyskytuje jako odpověď na otázku: "Na co tady čekáš/čekáte?". Například: "Místostarostu Michala Mišinu jsme zastihli na nové autobusové zastávce pod hřbitovem. "Čekám tu na tramvaj," vtipkoval místostarosta. Tramvaje se sice nedočká, ale od 1. dubna zde bude stavit nový autobusový spoj..."
Dále "doběhnout tramvaj" ve smyslu touhy vyřešit nevyřešitelné či splnit nesplnitelné, viz "příběh o chlapovi, co chce v Berouně doběhnout tramvaj".
Podobně jako sousloví "čekat na Godota" se v Berouně ustálilo i tvrzení "čekat na tramvaj". Popisuje tak situaci, kdy je očekáváno, že se něco stane, ale pravděpodobně se to nikdy nestane.

## Model berounské tramvaje

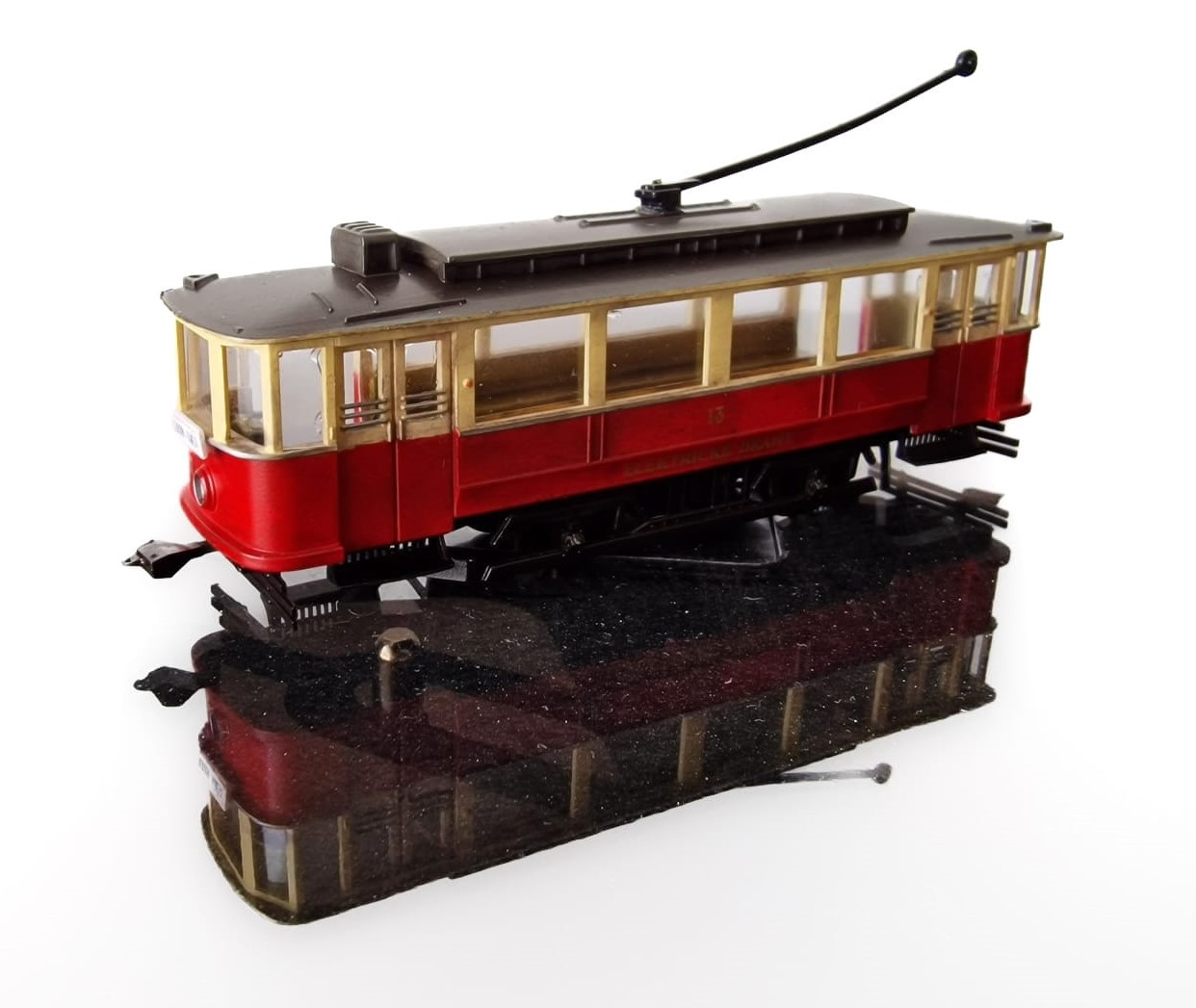
Model tramvaje Berounské elektrické dráhy, autor Josef Hubka

V roce 2023 se do pořádání happeningu opět zapojilo Muzeum Českého krasu. Součástí spolupráce bylo uspořádání výstavy Josefa Hubky Po kolejích z Bubudorfu, v rámci které byl představen společně s vzácně dochovaným originálem pohlednice i odpovídající model tramvaje. Vznikl ve velikosti H0, je doplněn odpovídajícím nátěrem a návěstím "Náměstí - Černý Vršek".
Koncept je blízký podobě vozů navrhovaných ing. Františkem Křižíkem pro Plzeň a Prahu. Originál vozu má podélně uspořádané dřevěné lavice pro 16 sedících cestujících. Tramvaj poháněly dva motory po 11 KW výkonu, ovládané vertikálními kontroléry Křižík.

## Nejmladší cestující
Hned následující den po XIII. happeningu se tramvajačce Karolíně Hubkové a konstruktérovi berounské tramvaje Josefu Hubkovi narodil s nečekaným předstihem syn Josef. Ten 8. 5. 2024 oslavil s jednodenním předstihem v rámci programu dalšího happeningu své 1. narozeniny. 

## Berounský Revisor
Dle populární postavy recese, kontrolující jízdenky, aniž by tramvaj přijela, byl pojmenován speciální zpravodaj, který vyšel u příležitosti 15. ročníku happeningu. S podtitulem Speciální vydání Zpravodaje berounské elektrické dráhy přinesl pohled jak na samotný průběh a atmosféru happeningu (včetně citací účastníků), tak i jeho historické a kulturní pozadí. Rretrospektivní přehled jednotlivých ročníků od roku 2011 do roku 2024 doplňují články o historii pražské firmy "Lederer & Popper", průkopnících tvorby uměleckých pohlednic s futuristickými motivy, berounském knihkupci Václavu Antonym. Historické ladění novin doplňují dobové historky a anekdoty.